# Pleocomidae
Pleocomidae (лат.) — семейство насекомых из отряда жесткокрылых, включающее единственный современный род Pleocoma, насчитывающий около 30 видов и в ископаемом состоянии известный с раннего мела Китая и Забайкалья .

## Описание
Современные виды встречаются в Северной Америке. Длина тела: самцы 16,5—29,0 мм; самки 19,5—44,5 мм. Кариотип 9+Xyp. Лабрум и мандибулы сверху прикрыты наличником. Усики 11-члениковые с 4-8-члениковой булавой. Переднеспинка без кожистой каймы по переднему краю обычно сверху покрыта длинными волосками. Жилкование крыльев характеризуется наличием двух свободных жилок между кубитальной и первой сочлененной с основанием крыла анальной жилками, но упрощено в дистальной части: жилка R3 не развита. Передние тазиковые впадины открытые. Тазики средних ног узко расставленные. Голени передних ног с многочисленными зубцами по наружному краю. Голени средних и задних ног с одним поперечным килем. Шпоры средних и задних голеней сближены и расположены по одну сторону от места прикрепления лапки. Тазики средних ног сближены, но не соприкасающиеся. Брюшко с 6 видимыми стернитами; вершина пигидия не полностью прикрыта надкрыльями, но, зачастую, сверху не видна. Дыхальца брюшка расположены на мембране между тергитами и стернитами.

## Экология и местообитания
Взрослые жуки не питаются. Личинки развиваются очень долго (8-12 лет) и многократно линяют (более 9 раз). Питаются корнями дубов и хвойных деревьев.

## Систематика
Семейство иногда рассматривается как подсемейство среди пластинчатоусых (Geotrupidae, Melolonthinae, в качестве подсемейства Pleocominae). Известно несколько ископаемых видов из трёх родов.
- †Cretocoma Nikolaev, 2002
  - †Cretocoma tologoica Nikolaev, 2002[6]
- †Proteroscarabaeus Grabau, 1923
- Pleocoma LeConte, 1856
  - Pleocoma badia
  - Pleocoma behrensi
  - Pleocoma bicolor
  - Pleocoma blaisdelli
  - Pleocoma carinata
  - Pleocoma conjungens
  - Pleocoma crinita
  - Pleocoma dubitalis
  - Pleocoma fimbriata
  - Pleocoma hirticollis
  - Pleocoma hoppingi
  - Pleocoma hovorei
  - Pleocoma linsleyi
  - Pleocoma marquai
  - Pleocoma minor
  - Pleocoma octopagina
  - Pleocoma oregonensis
  - Pleocoma puncticollis
  - Pleocoma rickseckeri
  - Pleocoma rubiginosa
  - Pleocoma simi
  - Pleocoma sonomae
  - Pleocoma staff
  - Pleocoma trifoliata
  - Pleocoma tularensis
  - † Pleocoma dolichophylla